# Altidona
Altidona – miejscowość i gmina we Włoszech, w regionie Marche, w prowincji Ascoli Piceno.
Według danych na styczeń 2009 gminę zamieszkiwało 3077 osób przy gęstości zaludnienia 238 os./1 km².